# Campeonato Europeo de Balonmano Masculino Sub-19 de 2021
El Campeonato Europeo de Balonmano Masculino Sub-19 de 2021 es la 15.ª edición del Campeonato Europeo de Balonmano Masculino Sub-18, que en esta ocasión se abrió hasta a jugadores de 19 años, debido a que el campeonato estaba previsto en principio para 2020, pero debió suspenderse por la pandemia de COVID-19. Tuvo lugar en Croacia, entre el 12 de agosto y el 22 de agosto de 2021.

## Grupos
| Grupo A   | Grupo B | Grupo C   | Grupo D  |
| --------- | ------- | --------- | -------- |
| Eslovenia | España  | Dinamarca | Francia  |
| Islandia  | Suecia  | Alemania  | Croacia  |
| Italia    | Hungría | Noruega   | Portugal |
| Serbia    | Israel  | Rusia     | Austria  |

## Primera fase
Los dos primeros de cada grupo pasan a la fase de ganadores, mientras que los dos últimos lo hacen a la fase de perdedores, en la que se disputan los puestos del 9.º al 16.º.

### Grupo A
| Equipo    | J | G | E | P | GF | GC | DG  | PTS |
| --------- | - | - | - | - | -- | -- | --- | --- |
| Eslovenia | 3 | 2 | 0 | 1 | 87 | 87 | 0   | 4   |
| Islandia  | 3 | 2 | 0 | 1 | 87 | 73 | +14 | 4   |
| Italia    | 3 | 1 | 0 | 2 | 74 | 87 | -13 | 2   |
| Serbia    | 3 | 1 | 0 | 2 | 92 | 89 | +3  | 2   |

- Resultados

| Fecha | Hora  | Partido¹  | Partido¹ | Partido¹  | Resultado |
| ----- | ----- | --------- | -------- | --------- | --------- |
| 12.08 | 14:30 | Islandia  | -        | Eslovenia | 22-26     |
| 12.08 | 16:30 | Serbia    | -        | Italia    | 26-28     |
| 13.08 | 14:30 | Italia    | -        | Islandia  | 17-30     |
| 13.08 | 16:30 | Eslovenia | -        | Serbia    | 30-36     |
| 15.08 | 14:30 | Islandia  | -        | Serbia    | 31-30     |
| 15.08 | 16:30 | Eslovenia | -        | Italia    | 31-29     |

### Grupo B
| Equipo  | J | G | E | P | GF  | GC | DG  | PTS |
| ------- | - | - | - | - | --- | -- | --- | --- |
| España  | 3 | 2 | 1 | 0 | 98  | 85 | +13 | 5   |
| Suecia  | 3 | 2 | 1 | 0 | 100 | 95 | +5  | 5   |
| Hungría | 3 | 1 | 0 | 2 | 97  | 92 | +5  | 2   |
| Israel  | 3 | 0 | 0 | 3 | 75  | 98 | -23 | 0   |

- Resultados

| Fecha | Hora  | Partido¹ | Partido¹ | Partido¹ | Resultado |
| ----- | ----- | -------- | -------- | -------- | --------- |
| 12.08 | 18:30 | Suecia   | -        | Hungría  | 36-35     |
| 12.08 | 20:30 | España   | -        | Israel   | 34-23     |
| 13.08 | 18:30 | Israel   | -        | Suecia   | 25-29     |
| 13.08 | 20:30 | Hungría  | -        | España   | 27-29     |
| 15.08 | 18:30 | Suecia   | -        | España   | 35-35     |
| 15.08 | 20:30 | Hungría  | -        | Israel   | 35-27     |

### Grupo C
| Equipo    | J | G | E | P | GF | GC  | DG  | PTS |
| --------- | - | - | - | - | -- | --- | --- | --- |
| Dinamarca | 3 | 2 | 1 | 0 | 96 | 74  | +22 | 5   |
| Alemania  | 3 | 2 | 1 | 0 | 91 | 77  | +14 | 5   |
| Noruega   | 3 | 1 | 0 | 2 | 69 | 80  | -11 | 2   |
| Rusia     | 3 | 0 | 0 | 3 | 77 | 102 | -25 | 0   |

- Resultados

| Fecha | Hora  | Partido¹  | Partido¹ | Partido¹  | Resultado |
| ----- | ----- | --------- | -------- | --------- | --------- |
| 12.08 | 14:15 | Dinamarca | -        | Noruega   | 29-19     |
| 12.08 | 16:15 | Alemania  | -        | Rusia     | 35-27     |
| 13.08 | 14:30 | Rusia     | -        | Dinamarca | 26-38     |
| 13.08 | 16:30 | Noruega   | -        | Alemania  | 21-27     |
| 15.08 | 14:30 | Dinamarca | -        | Alemania  | 29-29     |
| 15.08 | 16:30 | Noruega   | -        | Rusia     | 29-24     |

### Grupo D
| Equipo   | J | G | E | P | GF  | GC  | DG  | PTS |
| -------- | - | - | - | - | --- | --- | --- | --- |
| Croacia  | 3 | 3 | 0 | 0 | 98  | 83  | +15 | 6   |
| Portugal | 3 | 2 | 0 | 1 | 103 | 90  | +13 | 4   |
| Francia  | 3 | 1 | 0 | 2 | 83  | 79  | +4  | 2   |
| Austria  | 3 | 0 | 0 | 3 | 80  | 112 | -32 | 0   |

- Resultados

| Fecha | Hora  | Partido¹ | Partido¹ | Partido¹ | Resultado |
| ----- | ----- | -------- | -------- | -------- | --------- |
| 12.08 | 18:15 | Francia  | -        | Austria  | 32-24     |
| 12.08 | 20:30 | Croacia  | -        | Portugal | 35-31     |
| 13.08 | 18:30 | Portugal | -        | Francia  | 29-26     |
| 13.08 | 20:30 | Austria  | -        | Croacia  | 27-37     |
| 15.08 | 18:30 | Portugal | -        | Austria  | 43-29     |
| 15.08 | 20:30 | Croacia  | -        | Francia  | 26-25     |

## Fase de ganadores
En esta fase se arrastran los puntos entre los equipos clasificados de la primera fase. Los dos primeros de cada grupo se clasifican a semifinales.

### Grupo I
| Equipo    | J | G | E | P | GF  | GC | DG  | PTS |
| --------- | - | - | - | - | --- | -- | --- | --- |
| Eslovenia | 3 | 2 | 1 | 0 | 95  | 88 | +7  | 5   |
| España    | 3 | 1 | 2 | 0 | 104 | 97 | 0   | 4   |
| Suecia    | 3 | 1 | 1 | 1 | 93  | 94 | -1  | 3   |
| Islandia  | 3 | 0 | 0 | 3 | 74  | 87 | -13 | 0   |

- Resultados

| Fecha | Hora  | Partido¹  | Partido¹ | Partido¹  | Resultado |
| ----- | ----- | --------- | -------- | --------- | --------- |
| 17.08 | 18:30 | Islandia  | -        | Suecia    | 27-29     |
| 17.08 | 20:30 | Eslovenia | -        | España    | 37-37     |
| 18.08 | 18:30 | Suecia    | -        | Eslovenia | 29-32     |
| 18.08 | 20:30 | España    | -        | Islandia  | 32-25     |

### Grupo II
| Equipo    | J | G | E | P | GF | GC | DG | PTS |
| --------- | - | - | - | - | -- | -- | -- | --- |
| Alemania  | 3 | 2 | 1 | 0 | 89 | 82 | +7 | 5   |
| Croacia   | 3 | 2 | 0 | 1 | 85 | 82 | +3 | 4   |
| Portugal  | 3 | 1 | 0 | 2 | 92 | 96 | -4 | 2   |
| Dinamarca | 3 | 0 | 1 | 2 | 81 | 87 | -6 | 1   |

- Resultados

| Fecha | Hora  | Partido¹  | Partido¹ | Partido¹  | Resultado |
| ----- | ----- | --------- | -------- | --------- | --------- |
| 17.08 | 18:30 | Alemania  | -        | Portugal  | 34-30     |
| 17.08 | 20:30 | Dinamarca | -        | Croacia   | 25-27     |
| 18.08 | 18:30 | Portugal  | -        | Dinamarca | 31-27     |
| 18.08 | 20:30 | Croacia   | -        | Alemania  | 23-26     |

## Fase de perdedores
Los dos primeros de cada grupo disputan los puestos del 9.º al 12.º, y los otros dos del 13.º al 16.º.

### Grupo III
| Equipo  | J | G | E | P | GF | GC | DG  | PTS |
| ------- | - | - | - | - | -- | -- | --- | --- |
| Hungría | 3 | 3 | 0 | 0 | 94 | 74 | +20 | 6   |
| Italia  | 3 | 2 | 0 | 1 | 78 | 77 | +1  | 4   |
| Israel  | 3 | 1 | 0 | 2 | 85 | 92 | -7  | 2   |
| Serbia  | 3 | 0 | 0 | 3 | 80 | 94 | -14 | 0   |

- Resultados

| Fecha | Hora  | Partido¹ | Partido¹ | Partido¹ | Resultado |
| ----- | ----- | -------- | -------- | -------- | --------- |
| 17.08 | 14:30 | Serbia   | -        | Israel   | 28-35     |
| 17.08 | 16:30 | Italia   | -        | Hungría  | 21-28     |
| 18.08 | 14:30 | Israel   | -        | Italia   | 23-29     |
| 18.08 | 16:30 | Hungría  | -        | Serbia   | 31-26     |

### Grupo IV
| Equipo  | J | G | E | P | GF | GC  | DG  | PTS |
| ------- | - | - | - | - | -- | --- | --- | --- |
| Francia | 3 | 3 | 0 | 0 | 98 | 59  | +39 | 6   |
| Noruega | 3 | 2 | 0 | 1 | 76 | 80  | -4  | 4   |
| Austria | 3 | 1 | 0 | 2 | 86 | 80  | +6  | 2   |
| Rusia   | 3 | 0 | 0 | 3 | 60 | 101 | -41 | 0   |

- Resultados

| Fecha | Hora  | Partido¹ | Partido¹ | Partido¹ | Resultado |
| ----- | ----- | -------- | -------- | -------- | --------- |
| 17.08 | 14:30 | Rusia    | -        | Austria  | 19-36     |
| 17.08 | 16:30 | Noruega  | -        | Francia  | 18-30     |
| 18.08 | 14:30 | Austria  | -        | Noruega  | 26-29     |
| 18.08 | 16:30 | Francia  | -        | Rusia    | 36-17     |

## Posiciones de 9.ª a 16.ª

### Novena plaza
|  | Semifinales  | Semifinales  |    |         | 9.ª plaza    | 9.ª plaza    |  |
|  | 20 de agosto | 20 de agosto |    |         | 21 de agosto | 21 de agosto |  |
|  |              |              |    |         |              |              |  |
|  |              |              |    |         |              |              |  |
|  | Hungría      | 28           |    |         |              |              |  |
|  | Noruega      | 21           |    |         |              |              |  |
|  |              |              |    |         |              |              |  |
|  |              |              |    |         |              |              |  |
|  |              |              |    |         | Hungría      | 35           |  |
|  |              | Francia      | 25 |         |              |              |  |
|  |              |              |    |         |              |              |  |
|  |              |              |    |         |              |              |  |
|  |              |              |    |         | 11.ª plaza   |              |  |
|  |              |              |    |         |              |              |  |
|  | Francia      | 30           |    | Noruega | 31           |              |  |
|  | Italia       | 23           |    |         | Italia       | 24           |  |

### Decimotercera plaza
|  | Semifinales  | Semifinales  |    |       | 13.ª plaza   | 13.ª plaza   |  |
|  | 20 de agosto | 20 de agosto |    |       | 21 de agosto | 21 de agosto |  |
|  |              |              |    |       |              |              |  |
|  |              |              |    |       |              |              |  |
|  | Israel       | 33           |    |       |              |              |  |
|  | Rusia        | 31           |    |       |              |              |  |
|  |              |              |    |       |              |              |  |
|  |              |              |    |       |              |              |  |
|  |              |              |    |       | Israel       | 25           |  |
|  |              | Serbia       | 27 |       |              |              |  |
|  |              |              |    |       |              |              |  |
|  |              |              |    |       |              |              |  |
|  |              |              |    |       | 15.ª plaza   |              |  |
|  |              |              |    |       |              |              |  |
|  | Austria      | 27           |    | Rusia | 31           |              |  |
|  | Serbia       | 33           |    |       | Austria      | 24           |  |

## Quinta plaza
|  | Semifinales  | Semifinales  |    |        | 5.ª plaza    | 5.ª plaza    |  |
|  | 20 de agosto | 20 de agosto |    |        | 22 de agosto | 22 de agosto |  |
|  |              |              |    |        |              |              |  |
|  |              |              |    |        |              |              |  |
|  | Suecia       | 29           |    |        |              |              |  |
|  | Dinamarca    | 34           |    |        |              |              |  |
|  |              |              |    |        |              |              |  |
|  |              |              |    |        |              |              |  |
|  |              |              |    |        | Dinamarca    | 31           |  |
|  |              | Portugal     | 27 |        |              |              |  |
|  |              |              |    |        |              |              |  |
|  |              |              |    |        |              |              |  |
|  |              |              |    |        | 7.ª plaza    |              |  |
|  |              |              |    |        |              |              |  |
|  | Portugal     | 33           |    | Suecia | 26           |              |  |
|  | Islandia     | 30           |    |        | Islandia     | 24           |  |

## Final Four
|  | Semifinales  | Semifinales  |    |        | Final        | Final        |  |
|  | 20 de agosto | 20 de agosto |    |        | 22 de agosto | 22 de agosto |  |
|  |              |              |    |        |              |              |  |
|  |              |              |    |        |              |              |  |
|  | Alemania     | 31           |    |        |              |              |  |
|  | España       | 30           |    |        |              |              |  |
|  |              |              |    |        |              |              |  |
|  |              |              |    |        |              |              |  |
|  |              |              |    |        | Alemania     | 34           |  |
|  |              | Croacia      | 20 |        |              |              |  |
|  |              |              |    |        |              |              |  |
|  |              |              |    |        |              |              |  |
|  |              |              |    |        | 3.ª plaza    |              |  |
|  |              |              |    |        |              |              |  |
|  | Eslovenia    | 22           |    | España | 37           |              |  |
|  | Croacia      | 26           |    |        | Eslovenia    | 28           |  |

### Semifinales
- Resultados

| Fecha | Hora  | Partido¹  | Partido¹ | Partido¹ | Resultado |
| ----- | ----- | --------- | -------- | -------- | --------- |
| 20.08 | 17:30 | Alemania  | -        | España   | 31-30     |
| 20.08 | 20:00 | Eslovenia | -        | Croacia  | 22-26     |

### 3.ª plaza
| Fecha | Hora  | Partido¹ | Partido¹ | Partido¹  | Resultado |
| ----- | ----- | -------- | -------- | --------- | --------- |
| 22.08 | 14:30 | España   | -        | Eslovenia | 37-28     |

### Final
| Fecha | Hora  | Partido¹ | Partido¹ | Partido¹ | Resultado |
| ----- | ----- | -------- | -------- | -------- | --------- |
| 22.08 | 17:00 | Alemania | -        | Croacia  | 34-20     |

## Estadísticas

### Clasificación general
| 1. Alemania  |
| 2. Croacia   |
| 3. España    |
| 4. Eslovenia |
| 5. Dinamarca |
| 6. Portugal  |
| 7. Suecia    |
| 8. Islandia  |
| 9. Hungría   |
| 10. Francia  |
| 11. Noruega  |
| 12. Italia   |
| 13. Serbia   |
| 14. Israel   |
| 15. Rusia    |
| 16. Austria  |